# La Bastide-de-Lordat
La Bastide-de-Lordat (okzitanisch La Bastida de Lordat) ist eine französische Gemeinde mit 310 Einwohnern (Stand 1. Januar 2022) im Département Ariège in der Region Okzitanien. Sie gehört zum Kanton Portes d’Ariège und zum Arrondissement Pamiers.

## Lage
Nachbargemeinden sind Trémoulet im Norden, Lapenne im Osten, Saint-Félix-de-Tournegat im Südosten und Le Carlaret im Südwesten.
An der östlichen Gemeindegrenze verläuft der Fluss Hers-Vif, im Westen sein Zufluss Estaut.

## Bevölkerungsentwicklung
| Jahr                       | 1962 | 1968 | 1975 | 1982 | 1990 | 1999 | 2008 | 2016 |
| -------------------------- | ---- | ---- | ---- | ---- | ---- | ---- | ---- | ---- |
| Einwohner                  | 241  | 211  | 182  | 145  | 153  | 213  | 261  | 285  |
| Quellen: Cassini und INSEE |      |      |      |      |      |      |      |      |